# Degik
Degik fou una comarca de l'oest de la Sofene, formada per la part tocant al riu Eufrates. Limitava al nord amb el Daranaliq i al sud amb l'Anzitene. Tenia diverses fortaleses properes al riu. Un príncep armeni, Manuel, cedí Degik a l'emperador romà d'Orient Lleó VI el Filòsof (r. 886-912) a canvi de terres a la regió del Pont. Segles més tard, caigué sota domini seljúcida, però no fou islamitzada fins a temps otomans.